# Martin Iffarth
Martin Iffarth (* 29. Juni 1957 in Merkers) ist ein ehemaliger deutscher Fußballspieler. In der höchsten Spielklasse des DDR-Fußballs, der Oberliga, spielte er für den FC Rot-Weiß Erfurt.

## Sportliche Laufbahn

### Gemeinschafts-, Club- und Vereinsstationen
Martin Iffarth kam im Alter von 14 Jahren von der BSG Aktivist Kali Werra Tiefenort zum FC Rot-Weiß Erfurt. Beim Fußballclub aus der Bezirksstadt durchlief er ab April 1972 erfolgreich die Nachwuchsabteilung bis zum Männerbereich. Bereits mit 17 Jahren debütierte der Juniorenauswahlspieler in der Spielzeit 1974/75 in der höchsten Spielklasse des DDR-Fußballs.
Für die Oberligamannschaft der Erfurter lief er in 233 Erstligapartien auf und erzielte dabei 27 Tore. Im FDGB-Pokal 1979/80 stand Iffarth mit dem FC Rot-Weiß Erfurt im Endspiel, verlor dort aber gegen den Thüringer Rivalen FC Carl Zeiss Jena. 1984/85 bestritt er seine letzten Begegnungen im ostdeutschen Oberhaus und gehörte im Folgejahr zu den Stammkräften der Erfurter Reserve in der zweitklassigen Liga.
Im Sommer 1986 wechselte Iffarth innerhalb der Liga von RW Erfurt II zur BSG Glückauf Sonderhausen. Dort spielte er, nach der Wende dann unter dem neuen Vereinsnamen BSV Eintracht Sondershausen, bis Mitte der 1990er-Jahre.

### Auswahleinsätze
Der Rot-Weiß-Akteur konnte sich auch für Auswahlmannschaften des DFV anbieten. Im Nationaltrikot bestritt er dabei zunächst 15 U-18-Länderspiele (vier Tore). Mit der Juniorennationalelf trat er 1975 beim UEFA-Juniorenturnier, der inoffiziellen Europameisterschaft dieser Altersklasse, an. In den Jahren 1976 und 1977 wurde er in fünf Partien der U-21-Auswahl eingesetzt.

## Trainerlaufbahn
Im Anschluss an seine Zeit in Sondershausen war Iffarth bis 2005 in Großengottern – zunächst als Spieler, dann wurde der Diplomsportlehrer Trainer des Kreisligisten. Weitere Trainerstationen waren der Bischlebener SV und FSV Sömmerda. Zuletzt trainierte er den TSV Kerspleben, mit dem er zur Saison 2011/11 in die neugegründete Regionalklasse Thüringen (8. Liga) aufgestiegen war. Martin Iffarth spielte ebenfalls in der Traditionself von Rot-Weiß Erfurt, nachdem er seine aktive Karriere beendet hatte.

## Trivia
Martin Iffarth ist verheiratet und hat zwei Kinder. Sohn Sascha wurde ebenfalls Fußballer und spielte beim FC Erfurt Nord und FSV Wacker 03 Gotha in der NOFV-Oberliga.